# فورزا هورايزون 2
فورزا هورايزون 2 (بالإنجليزية: Forza Horizon 2)‏ هي لعبة فيديو سباقات عالم مفتوح، تتيح للاعب قيادة أكثر من 200 سيارة من مختلف الأنواع وقد نشرت للاكس بوكس 360 وإكس بوكس ون وهي شبيهة بالجزء الأول من فورزا هورايزون. اللعبة من تطوير بلاي قراوند جاميز وتيرن 10 ستوديوز ومن نشر مايكروسوفت ستوديوز.

## اللعب
تدور أحداث اللعبة عن حدث يُدعى هورايزون وهو مسابقة في جنوب أوروبا للسيارات.
يشترك اللاعب بعدة أحداث منها السباقات والأحداث العشوائية والـburn find وهو إشاعات حول سيارات قديمة مهجورة في مكان ما ويستطيع اللاعب العثور عليها والتسابق بها إلا أنه لا يستطيع بيعها.
تنتقل اللعبة صباحًا ومساء وتتمتع نسخة الاكس بوكس ون بنظام جو ديناميكي حيث أن الجو يتغير من مشمس إلى عاصف إلى ممطر وغيرهم.

## التطوير
قامت شركة playground games بتطوير نسخة الاكس بوكس ون حيث استعملت محرك لعبة فورزا موتورسبورت 5 كنقطة بداية وهو ضروري حيث أن اللاعب يستطيع تحطيم الحواجز والتنقل بمختلف أنواع الجو وبسبب طبيعة العالم المفتوح الكبير جدًا.
Sumo digital قامت بتطوير نسخة الاكس بوكس 360 حيث لا تتضمن تغير الجو المتميزة به نسخة الاكس بوكس ون وتتضمن تحطيم الحواجز بشكل محدود جدًا وقد استعملت sumo digital محرك فورزا هورايزون الأصلية كنقطة بداية.
تشرف وتساند الإصدارين شركة 10 turn التي عملت على فورزا هورايزون الأصلية وكان الاختلاف بين الإصدارين كبير جدًا بحيث قالت "إنها لعبتين مختلفتين"

## وصلات خارجية
- الموقع الرسمي